# Oluja (Thompson)
»Oluja« singl je Marka Perkovića Thompsona iz 2025. godine s nadolazećeg albuma Hodočasnik.
Marko Perković Thompson objavio je skladbu pod naslovom „Oluja” povodom 30. obljetnice istoimene vojno-redarstvene operacije. Pjesma počinje i završava govorom prvog hrvatskog predsjednika Franje Tuđmana. U manje od 24 sata nakon objave zasjela je na prvo mjesto trendinga na platformi YouTube, ostvarivši više od 425 000 pregleda.
„Oluja” predstavlja jednu od dvanaest pjesama koje će biti uključene na Thompsonovom nadolazećem albumu naslovljenom Hodočasnik. Za glazbu i stihove zaslužan je sam Thompson, dok produkciju potpisuju Thompson, Ante Padovan, Branimir Mihaljević i Duje Ivić.
U videospotu za pjesmu pojavljuju se stvarni prizori Operacije Oluja, npr. snimka s mosta na rijeci Korani u Tržačkoj Rašteli, gdje se general Petog korpusa Armije Republike Bosne i Hercegovine Atif Dudaković rukuje s Marijanom Marekovićem, generalom hrvatske Prve gardijske brigade poznate pod nazivom „Tigrovi”.
Premijera spota održana je 29. travnja 2025. godine. 